# Cirripectes jenningsi
Cirripectes jenningsi es una especie de pez de la familia Blenniidae en el orden de los Perciformes.

## Morfología
• Los machos pueden llegar alcanzar los 7,6 cm de longitud total.

## Reproducción
Es ovíparo.

## Hábitat
Es un pez de mar y de clima tropical que vive entre 0-10 m de profundidad.

## Distribución geográfica
Se encuentra desde las Islas Gilbert hasta las Tuamotu.